# Deropeltis atra
Deropeltis atra är en kackerlacksart som beskrevs av Brunner von Wattenwyl 1865. Deropeltis atra ingår i släktet Deropeltis och familjen storkackerlackor. Inga underarter finns listade i Catalogue of Life.